# Elwin Blum

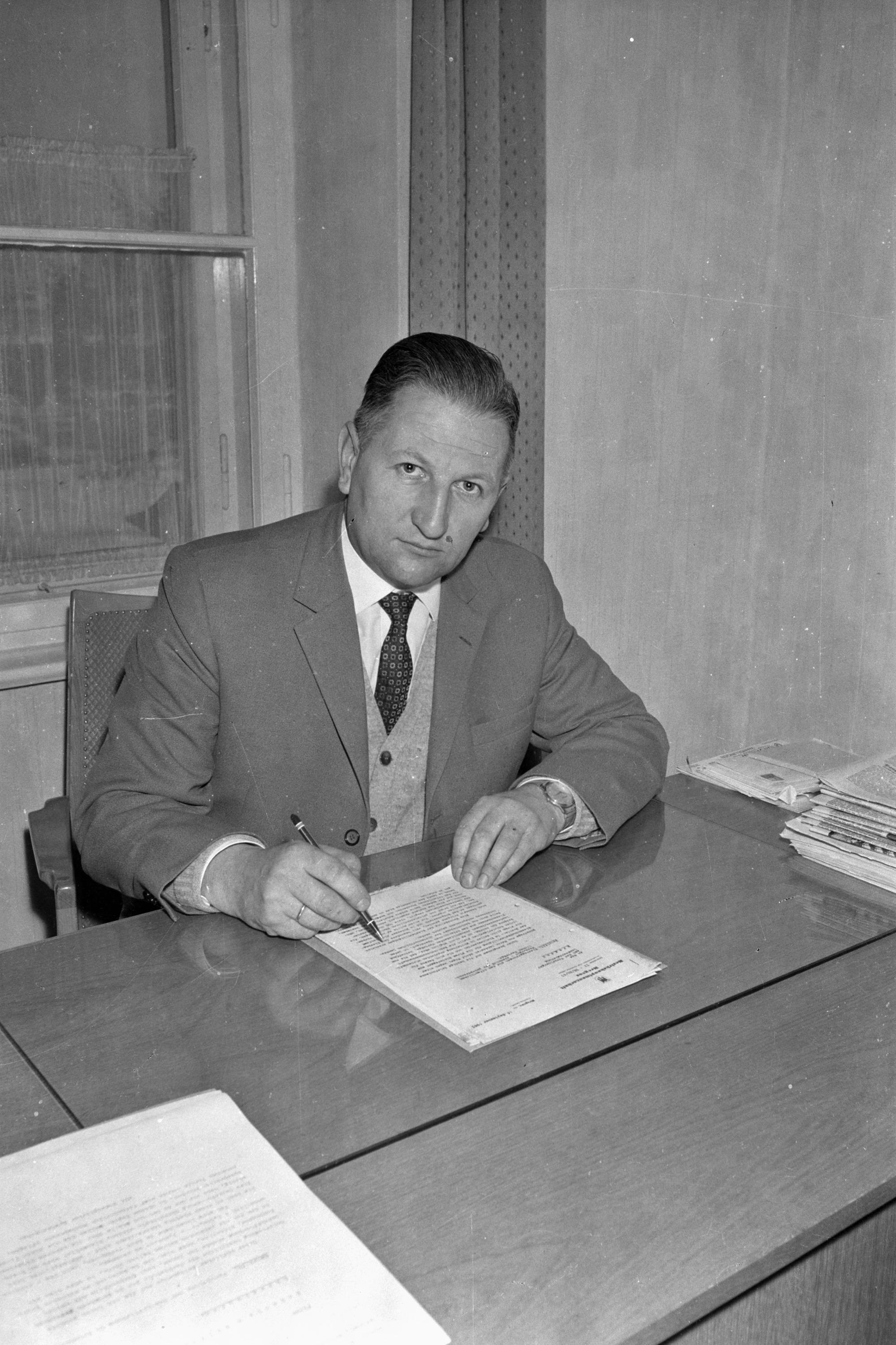
Elwin Blum als Landesrat (1963)

Elwin Blum (* 24. Dezember 1920 in Höchst; † 4. Februar 2002 ebenda) war ein österreichischer Politiker (VdU, FPÖ) und Unternehmer. Blum war von 1954 bis 1959 Abgeordneter zum Vorarlberger Landtag und von 1959 bis 1969 Landesrat in der Vorarlberger Landesregierung.

## Leben und Wirken
Elwin Blum kam am 24. Dezember 1920 als Sohn des selbständigen Stickers Hans Blum und seiner Frau Stefanie in der Bodenseegemeinde Höchst zur Welt. Er besuchte die Volksschule und Handelsschule in Lustenau, ehe er 1936 in den Dienst des Höchster Seeverlages als Vertreter eintrat. Von 1938 bis 1940 arbeitete Blum als Postangestellter der Reichspost, von 1940 bis 1943 als Buchhalter der Sparkasse Höchst. Am 9. Januar 1939 beantragte er die Aufnahme in die NSDAP und wurde zum 1. Januar 1940 aufgenommen (Mitgliedsnummer 7.364.555). Im Kriegseinsatz stand Elwin Blum zunächst im Dienstgrad eines Gefreiten als arbeitsverwendungstauglich beim Wehrbezirkskommando Bregenz. Anschließend meldete er sich freiwillig zum Fronteinsatz im Generalkommando von Julius Ringel, wobei er zu Kriegsende in amerikanische Kriegsgefangenschaft geriet. Nach dem Krieg arbeitete er von 1945 bis 1949 als Buchhalter in der Strumpffabrik seines Schwiegervaters, ehe er sich 1949 mit der Erzeugung von Strick- und Wirkwaren verselbständigte.
1947 war Elwin Blum Mitbegründer und Bezirkssekretär des Verbands der Unabhängigen im Vorarlberger Rheintal. 1951 wurde er dessen Bezirksobmann. Er war Mitbegründer der „Wahlpartei der Unabhängigen“ in Vorarlberg, die sich 1959 in Freiheitliche Partei Österreichs umbenannte. Von 1950 bis 1959 war Blum in weiterer Folge Gemeindevertreter und Gemeinderat in Fußach, ab 1960 Gemeinderat in seiner Heimatgemeinde Höchst.
Im Jahr 1954 trat Elwin Blum als Abgeordneter für die Wahlpartei der Unabhängigen in den Vorarlberger Landtag ein, wo er 1956 Klubobmann der WdU wurde. Nach der Umbenennung der WdU in FPÖ blieb Blum Klubobmann und Landesparteiobmann-Stellvertreter. Am 29. Oktober 1959 wurde Elwin Blum als Vertreter der FPÖ in die Vorarlberger Landesregierung gewählt, wo er bis zum 18. Oktober 1969 das Wasserwirtschaftsressort führte.